# Xyris aristata
Xyris aristata är en gräsväxtart som beskrevs av Nicholas Edward Brown. Xyris aristata ingår i släktet Xyris och familjen Xyridaceae. Inga underarter finns listade i Catalogue of Life.